# Adolf Kommerell

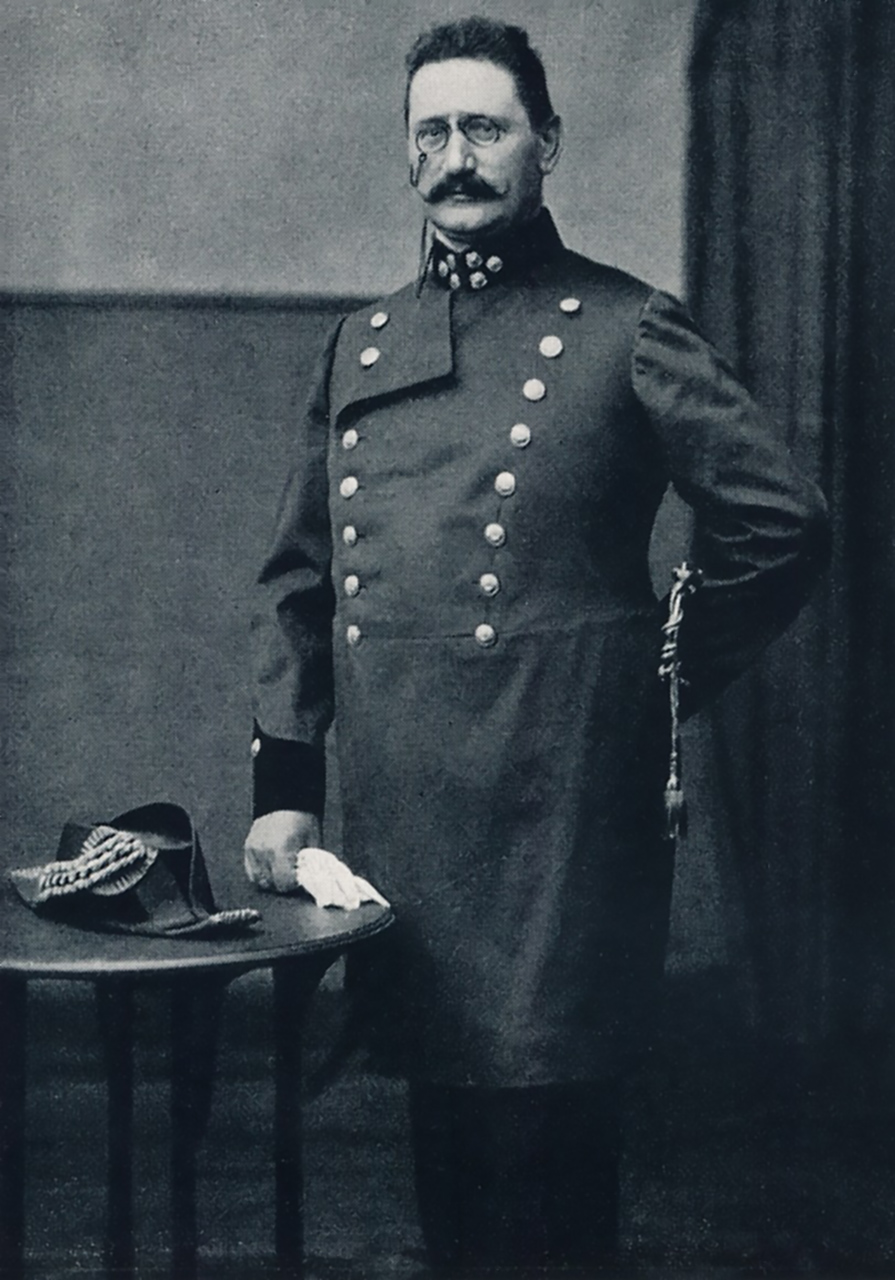
Kommerell, vor 1918

Adolf Kommerell (* 1. Dezember 1868 in Tübingen; † 24. April 1931 in Reutlingen) war ein württembergischer Verwaltungsjurist.

## Leben
Kommerell kam als Sohn eines Gastwirts in Tübingen zur Welt. Nach dem Abitur studierte er Rechtswissenschaften unter anderem an der Eberhard Karls Universität Tübingen, wo er Mitglied der Burschenschaft Palatia Tübingen im ADB, der heutigen Alten Turnerschaft Palatia Tübingen wurde. Er legte 1891 die erste, 1893 die zweite Staatsprüfung ab und trat im Juni 1893 in die württembergische Innenverwaltung ein. 1897 heiratete er Mina Maier, Tochter des in Tübingen wohnhaften Privatiers Johann Georg Maier.
1899 wurde er Amtmann beim Oberamt Reutlingen. Zunächst Kollegialhilfsarbeiter bei der Regierung des Schwarzwaldkreises in Reutlingen, wurde er dort 1905 Regierungsassessor und planmäßiger Assessor. 1906 erhielt er den Titel und Rang eines Oberamtmanns. Nebenamtlich fungierte er als Vorsitzender des Schiedsamts III für de Arbeiterversicherung in Reutlingen. 1909 wurde er Oberamtsvorstand in Nagold, 1919 Kollegialrat und Oberamtsvorstand in Reutlingen sowie 1928 Landrat.